# دلشاد خاتون
دلشاد خاتون (درگذشت ۲۷ دسامبر ۱۳۵۱میلادی) (روشن. ملکه دلشاد) (به معنای قلب خوشبخت)، یک شاهزاده خانم بود. او همسر ایلخان ابوسعید بهادرخان و پس از وی شیخ حسن جلایر، اولین حاکم دودمانی جلایریان، و مادر فرزند و جانشین وی سلطان اویس جلایر بود.

## خانواده
پدر دلشاد خاتون Demasq KAJA، و نوه امیر چوپان، که امیر منجر مغول دوره ایلخانی بود. مادر وی تورسین خاتون، دختر ایرینجین کورکان، و کنچاک خاتون، دختر احمد تکودرخان، و آرمینی خاتون بود. وی سه خواهر داشت، سلطان بخت خاتون، دندی شاه خاتون و علم شاه خاتون. عمه او بغداد خاتون بود که ابتدا همسر حسن بزرگ و پس از او ابوسعید بود.

## ازدواج با ابوسعید
دلشاد خاتون پس از مرگ پدرش در سال ۱۳۲۷ میلادی تحت حمایت عمه خود بغداد که پس از ازدواج اول با حسن بزرگ، همسر ابوسعید شده بود، قرار گرفت. در طول دوره ازدواج عمه خود با ابوسعید، با همه خدم و حشم و نعمت‌های شاهانه دلشاد تحت سرپرستی مستقیم بغداد که در اداره امپراتوری مسلط شده بود قرار داشت. وقتی دلشاد به بلوغ رسید بسیار زیبا بود. گفته می‌شود شباهت زیادی به بغداد خاتون عمه خود داشت و سرانجام ابوسعید عاشق دلشاد شد. ابوسعید بعد از شنیدن شایعات مخرب علیه بغداد، در مورد رابطه او با شیخ حسن شوهر سابقش، بعد از مدتی بغداد خاتون، عمه دلشاد، را طلاق داد و در سال ۱۳۳۳ میلادی با دلشاد ازدواج کرد. چون بعداً بیگناهی بغداد خاتون اثبات شد، ابوسعید دوباره بغداد را مورد لطف و عنایت قرار داد و به عنوان همسرش دوباره او را در دربار بازگرداند و بدخواهان علیه بغداد را اعدام کرد و امتیازات و اختیارات تقریبا زیادی دوباره به بغداد خاتون اعطا شد. در پایان زندگی، ابوسعید از همسران خود خوشحال نبود، حتی بغداد خاتون با وجود همه علاقه‌ای که ابوسعید نسبت به او احساس می‌کرد، نتوانست رضایت کامل سلطان را داشت باشد، اما دلشاد توانست ابوسعید را کاملاً راضی کند و ابوسعید آشکارا دلشاد را خیلی زیاد دوست داشت؛ بنابراین، بغداد بسیار حسادت کرد و این حسادت منجر به درگیری او با ابوسعید و دلشاد شد. سرانجام بعد از این که دلشاد فرزند ابوسعید را حامله شد، حسادت بغداد خاتون را غیر قابل وصف کرده و باعث شد درنهایت ابوسعید در اواخر سن ۳۰ سالگی در سال ۱۳۳۵ با مسمومیت توسط بغداد خاتون هلاک شود و حکومت ایلخانان بر ایران پایان یابد.

## بیوه شدن
پس از مرگ ابوسعید در سال ۱۳۳۵، آرپاخان توسط وزیر غیاث الدین محمد به عنوان جانشین وی انتخاب شد. دلشاد که فرزند ابوسعید را باردار بود، پیش عمویش امیرعلی پادشاه، رئیس قبیله ایراد و فرماندار دیاربکر، فرار کرد. حضور او باعث تقویت موقعیت علی پادشاه شد. هفت ماه بعد، در ۱۸ می ۱۳۳۶، او یک دختر به دنیا آورد.

## ازدواج با حسن بزرگ
اندکی بعد علی پادشاه توسط حسن، رقیب مدعی تاج و تخت، که سپس با دلشاد ازدواج کرد، شکست خورد و کشته شد. وی سه پسر برای حسن به دنیا آورد: سلطان اویس جلایر، که در سال ۱۳۵۶ میلادی جانشین پدر شد. قاسم، که در سال‌های ۶۸–۱۳۶۷ درگذشت و در نجف به خاک سپرده شد، و زاهد که در ۳ اوت ۱۳۵۱میلادی، اندکی قبل از مرگ مادرش متولد شد و در سال‌های ۷۲–۷۱ میلادی درگذشت.

## مرگ
دلشاد خاتون در ۲۷ دسامبر ۱۳۵۱ میلادی درگذشت و در نجف به خاک سپرده شد. گمان می‌رفت که وی توسط حسن مسموم شده باشد. حسن پس از مرگ او عوامل و همکارانش را دستگیر کرد.